# Biscaia
A Biscaia (em basco: Bizkaia; em castelhano: Vizcaya) é uma província de Espanha no norte da comunidade autónoma do País Basco. A sua capital é a cidade de Bilbau.

## Ver também

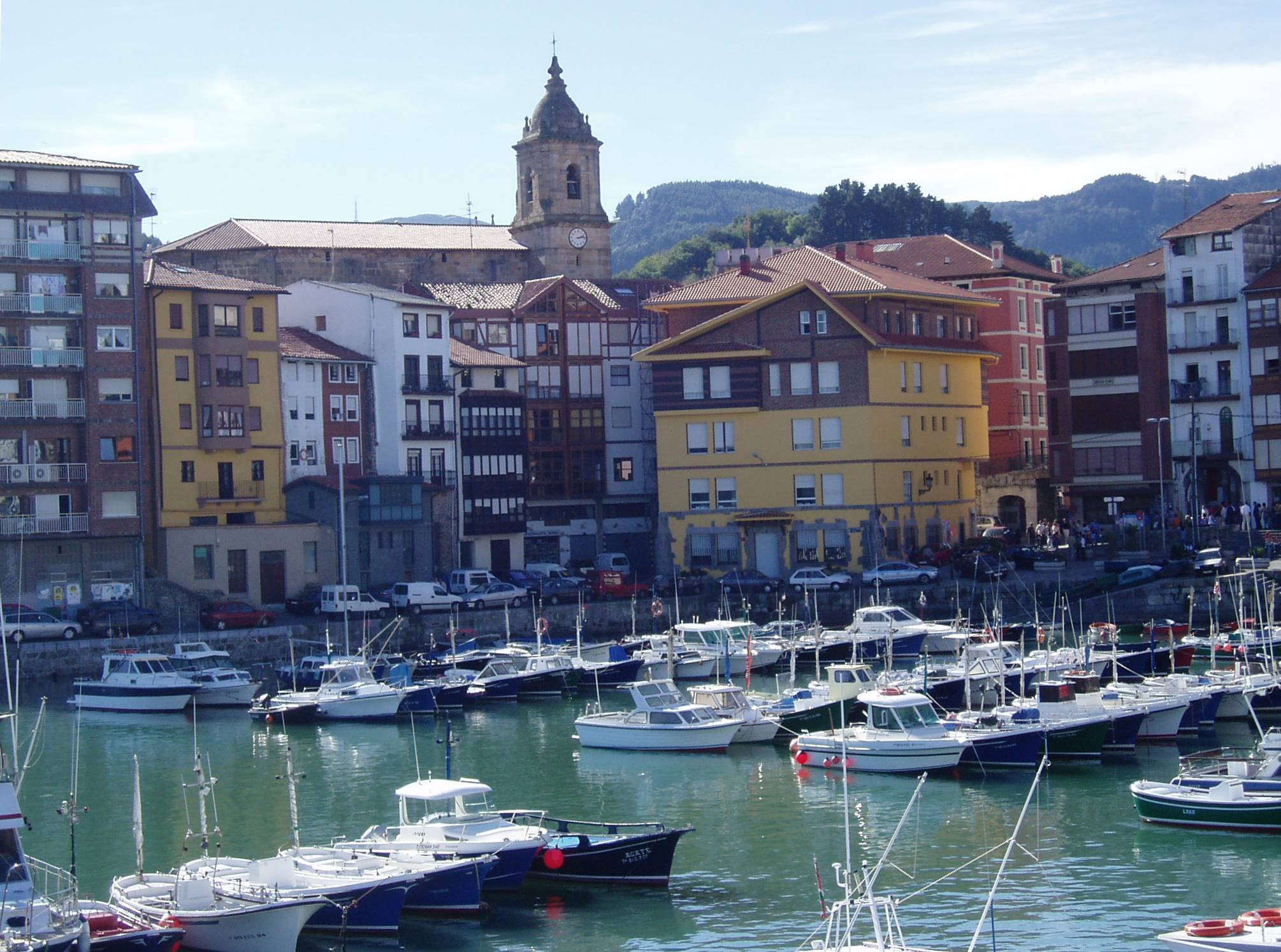
Porto Velho de Bermeo